# Viperqueise

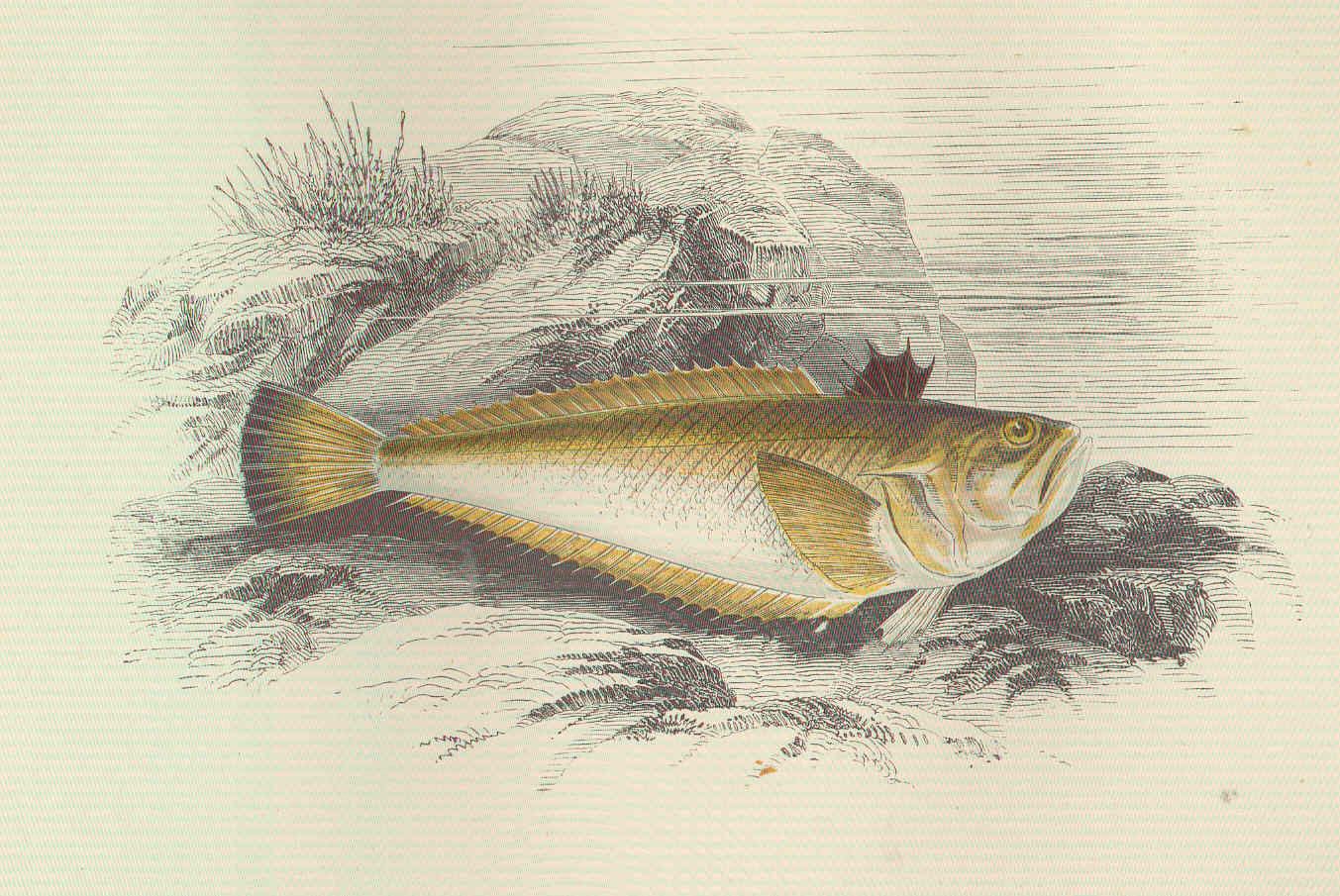
Zeichnung einer Viperqueise

Die Viperqueise (Echiichthys vipera, Syn.: Trachinus vipera) ist eine Fischart aus der Familie der Petermännchen (Trachinidae).  Da sie sich oft auf ufernahen Sandböden in sehr flachem Wasser nah an Badeplätzen aufhält und zudem in den Flossenstrahlen der ersten Rückenflosse ein sehr starkes Gift hat, gilt sie als gefährlichste Art der Petermännchen.

## Beschreibung
Die Viperqueise ähnelt dem Gewöhnlichen Petermännchen, ist jedoch deutlich kleiner, etwas gestaucht und weniger grünlich als dieses. Die Körperlänge beträgt 10 bis 15 Zentimeter, die Körperhöhe etwa ein Fünftel der Körperlänge.
Die Viperqueise ist auf der Oberseite dunkelgrau und auf der Unterseite hellgrau. Die Flanken sind bräunlich, der Rücken durchgehend mit kleinen schwarzen Punkten gezeichnet. Die Kiemendeckel sind hell-silberfarben. Das Maul ist nahezu senkrecht.

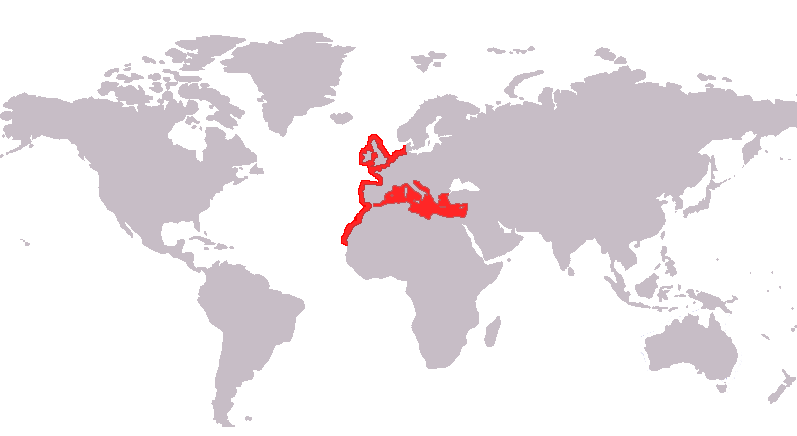
Verbreitungsgebiet der Viperqueise

## Verbreitung
Sie kommt im Küstenbereich des östlichen Atlantiks, der Nordsee und des gesamten Mittelmeeres vor.

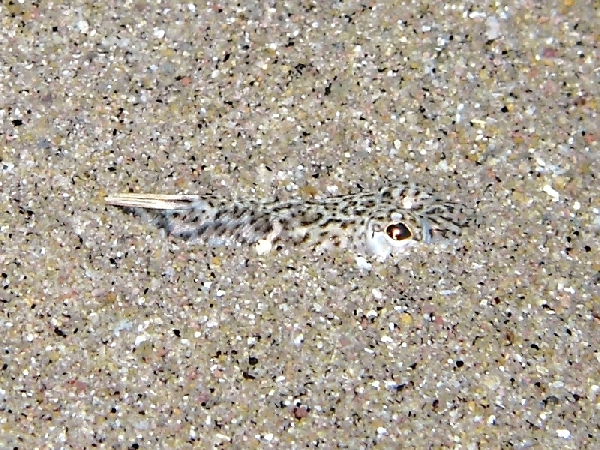
Viperqueise im Sand verborgen (am Strand von Limnos)

## Lebensraum und Verhalten
Die Viperqueise hält sich im Gegensatz zum Petermännchen immer im flachen sandigen Litoral auf. Nur zur Laichzeit von Juni bis August zieht sie in etwas tiefere Zonen. Sie wird als überwiegend nachtaktiv beschrieben, jedoch entsprechen ihre Beutetiere eher einer Tagaktivität. Die Nahrung der Viperqueise besteht aus einer breiten Palette von bodennah lebenden Meerestieren wie Garnelen (Schwebegarnelen, besonders Schistomysis sp., Flohkrebse, hauptsächlich Gammarus subtypicus und Asseln wie Idotea spp.), Fischen im Larvalstadium, Laich und anderen kleinen Bodentieren.

## Viperqueise und Mensch
Obwohl wegen ihrer Giftigkeit gefürchtet und wegen ihrer Größe unergiebig, ist die Viperqueise (wie das Petermännchen) oft Bestandteil der Bouillabaisse. Zuvor müssen selbstverständlich die Rückenflossenstrahlen vollständig entfernt werden.
Vergiftungen mit Viperqueise ereignen sich überwiegend beim Badegang an der Fußsohle. Sie sind außerordentlich schmerzhaft. Das beste Mittel, die Schmerzwirkung (wie auch durch das Petermännchen) zu lindern, ist die „Heißwasser-Methode“ nach dem Auswaschen der Wunde: Das Eintauchen des Körperteils in gerade noch ertragbar heißes Wasser, da das Gift temperatursensibel ist.